# Hugo Metellus
Hugo Metellus (* um 1080; † um 1150) war Augustinerchorherr in Toul, Magister, Dichter und Briefautor. Bekannt geworden ist Hugo Metellus durch seine Invektive (Schmähschrift) gegen den Philosophen und Theologen Peter Abaelard und seine Eloge (Lobrede) für Heloisa, dessen Frau.

## Leben
Hugo Metellus wurde um 1080 in Toul geboren. Er besuchte zunächst die Schulen seiner Heimatstadt und machte vermutlich schon in dieser Zeit Bekanntschaft mit dem späteren Bischof von Würzburg, Embricho, und einem Lehrer namens Tiescelinus. Hugo genoss eine breite Ausbildung in den Triviums- und Quadriviums-Wissenschaften. Möglicherweise gehörte der berühmte Odo von Tournai zu seinen Lehrern, der sich in der damaligen Zeit in Toul aufgehalten haben soll. Hugo studierte mit Vorliebe die antiken Schriftsteller wie z. B. Aristoteles und Cicero, die er breit in seinen Werken zitiert.
Seine sonstigen Studienorte gab Hugo nicht preis, jedenfalls studierte er schwerpunktmäßig Dialektik und Rhetorik, vermutlich auch den Grammatiker und Philosophen Macrobius bei Magister Hugo, Augustinerabt von Saint-Jean in Chartres zwischen 1131 und 1136. Ihm sandte er später einige Schriften zur Begutachtung. Wie man seinem Briefwechsel entnehmen kann, gehörten zu seinen Studienfächern jedoch auch die Musik, Arithmetik, Geometrie und Astronomie. Zum Ende seiner Schullaufbahn, nach einem Aufenthalt in Rom um 1115, begab sich Hugo Metellus zum Theologen Anselm nach Laon, um auch noch das Neue und das Alte Testament zu studieren. Dies geschah in etwa zur selben Zeit, zu der Peter Abaelard Anselm im wissenschaftlichen Streit herausforderte.
Aus nicht näher bekannten Gründen brach Hugo Metellus sein Studium in Laon vorzeitig ab und trat mit 35 Jahren, zwischen 1115 und 1120, als Novize in das Regularkanonikerstift Saint-Léon in seiner Heimatstadt Toul ein, welches im Jahr 1091 von Bischof Pibo von Toul gegründet wurde. Das Stift folgte der weniger strikten Regel von Saint-Ruf in Avignon, nicht derjenigen Norberts von Xanten, welchem Hugo eher kritisch gegenüberstand. Seine Konversion thematisierte Hugo später häufig in seinen Briefen.
Als Augustinerchorherr pflegte Hugo Metellus eine reiche Korrespondenz. U. a. schrieb er an Erzbischof Albero von Trier, an die Bischöfe Embrico von Würzburg, Stefan von Metz und Heinrich von Toul, aber auch an den großen Bernhard von Clairvaux, an Fulko von Epernay, Simon von Saint-Clément, Wilhelm von Saint-Thierry, Hugo von Chartres, Peter Abaelard und sogar an Papst Innozenz II. Auch mit Heloisa, der Äbtissin des Paraklet, versuchte er nicht lange nach 1131 Kontakt aufzunehmen, zu einem Zeitpunkt, als deren Kloster gerade unter päpstlichen Schutz gekommen war. Die vielen Briefkontakte sprechen dafür, dass sich Hugo Metellus einen Ruf erworben hatte, der über die Grenzen seiner Heimatstadt hinausging. Seinem Theologielehrer Anselm von Laon gegenüber bewahrte Hugo zeit seines Lebens eine große Hochachtung, was ihn zwangsläufig in Gegensatz zu Peter Abaelard und dessen neuen Lehren brachte.
Über die sonstigen Inhalte seines Lebens als Regularkanoniker ist nicht viel bekannt. Jedenfalls erteilte Hugo als Lehrer in den Disziplinen, in denen er sich ausgebildet hat, Unterricht.
Gegen 1150 soll Hugo verstorben sein. Er ist im Totenbuch der Kathedrale von Toul als Magister Hugo Metellus Canonicus registriert. Es ist aber nicht ganz ausgeschlossen, dass Hugo fast 100 Jahre alt geworden ist, denn in einer Urkunde der Gräfin Mathilde von Nevers aus dem Jahre 1177 taucht ein gleichnamiger Regularkanoniker aus Oignies auf.

## Werk
Von Hugos Werk als Schriftsteller und Dichter hat sich nur ein kleiner Teil erhalten. Der Prämonstratenserhistoriker Charles Louis Hugo, Abt von Étival († 1739), identifizierte zu Beginn des 18. Jahrhunderts im Collége de Clermont in Paris, auch Collège Louis-le-Grand genannt, und in der Abtei Sainte-Geneviève zwei voneinander abhängige Manuskripte, aus denen er insgesamt 55 Briefe Hugos entnahm und veröffentlichte.
Die Handschrift aus dem Collège de Clermont wurde ursprünglich in der zweiten Hälfte des 12. Jahrhunderts im Benediktinerkonvent von Saint-Arnoul in Metz zusammengestellt, als sogenannter Codex antiquior der Sigle B wird sie heute in der Deutschen Staatsbibliothek Berlin aufbewahrt. Der Codex recentior G stammt aus Sainte-Geneviève (MS 242) und ist eine Kopie von B aus der zweiten Hälfte des 17. Jahrhunderts. Er enthält auch einige Gedichte aus der Hand des Hugo Metellus. Über den Verbleib dieses Manuskriptes ist nichts bekannt.
Seine Briefe und Gedichte richtet Hugo an ein großes Spektrum von Zeitgenossen. Sie behandeln ein weites Spektrum an pastoralen, literarischen und theologischen Themen und reflektieren Hugos großes Interesse an klassischer und zeitgenössischer Literatur, an Kosmologie und Theologie. Der Augustinerchorherr lässt sich von literarischer Originalität beeindrucken, wie seine beiden Briefe an Heloïsa herausstreichen, beunruhigt sich aber auch über Bildungstrends, die er als gefährlich einschätzt, wie sie zum Beispiel Peter Abaelard oder Meister Garland reflektieren. So geben Hugos Briefe einen tiefen Einblick in den Bildungstrend und die kulturelle Erneuerung in der ersten Hälfte des 12. Jahrhunderts.

## Stil
Hugo orientiert sich an Vorbildern der Antike und der Patristik, die er oft auch imitiert. Er schreibt mal in panegyrisch-überschäumenden Lobensworten, mal in ätzend-verletzendem Tonfall. Seine Texte sind gespickt mit Binnenreimen, schwelgen in einer gefühlvoll-blumigen Vorstellungswelt, sind reich an Metaphern und oft dramatisch in den Kontrasten. Wie Heloisa, die er deshalb lobt, neigt auch er zu Neologismen, bezeichnet z. B. Abaelards Theologia als Frivologia (lat. frivolus = wertlos), so wie sie zuvor Bernhard von Clairvaux als Stultilogia (lat. stultus = dumm) bezeichnet hat. Immer ist Hugo bemüht, seinen Bildungshorizont hervorzukehren und sich als Homo literatissimus zu präsentieren.

## Zitat
„Hugos Korrespondenz reflektiert eine tiefgehende Spannung innerhalb der gebildeten Elite, zu welcher er gehört. Beeindruckt durch neue Sprachformen, neue Fragen und die Konsequenz, daraus neue Antworten und Bilder entwickeln zu müssen, beunruhigt er sich darüber, dass die Innovation zu weit gehen könnte, wie er es sich im Fall Abaelards vorstellt. Während er fasziniert ist von Heloisas Schriften, so will er doch, dass diese der Tradition verhaftet bleibt. Seine Ängste sind die seiner Generation.“